# Paracyprichromis nigripinnis
Paracyprichromis nigripinnis è un pesce d'acqua dolce appartenente alla famiglia Cichlidae.

## Distribuzione e habitat
Questa specie è endemica del lago Tanganica.

## Riproduzione
È specie ovipara: la femmina cova le uova in bocca, così come anche gli avannotti, fino ad una taglia di 18 mm.

## Alimentazione
P. nigripinnis si nutre di invertebrati.

## Acquariofilia
Non molto diffuso, è tuttavia commercializzato per l'allevamento in acquario.